# 카메오 (장신구)

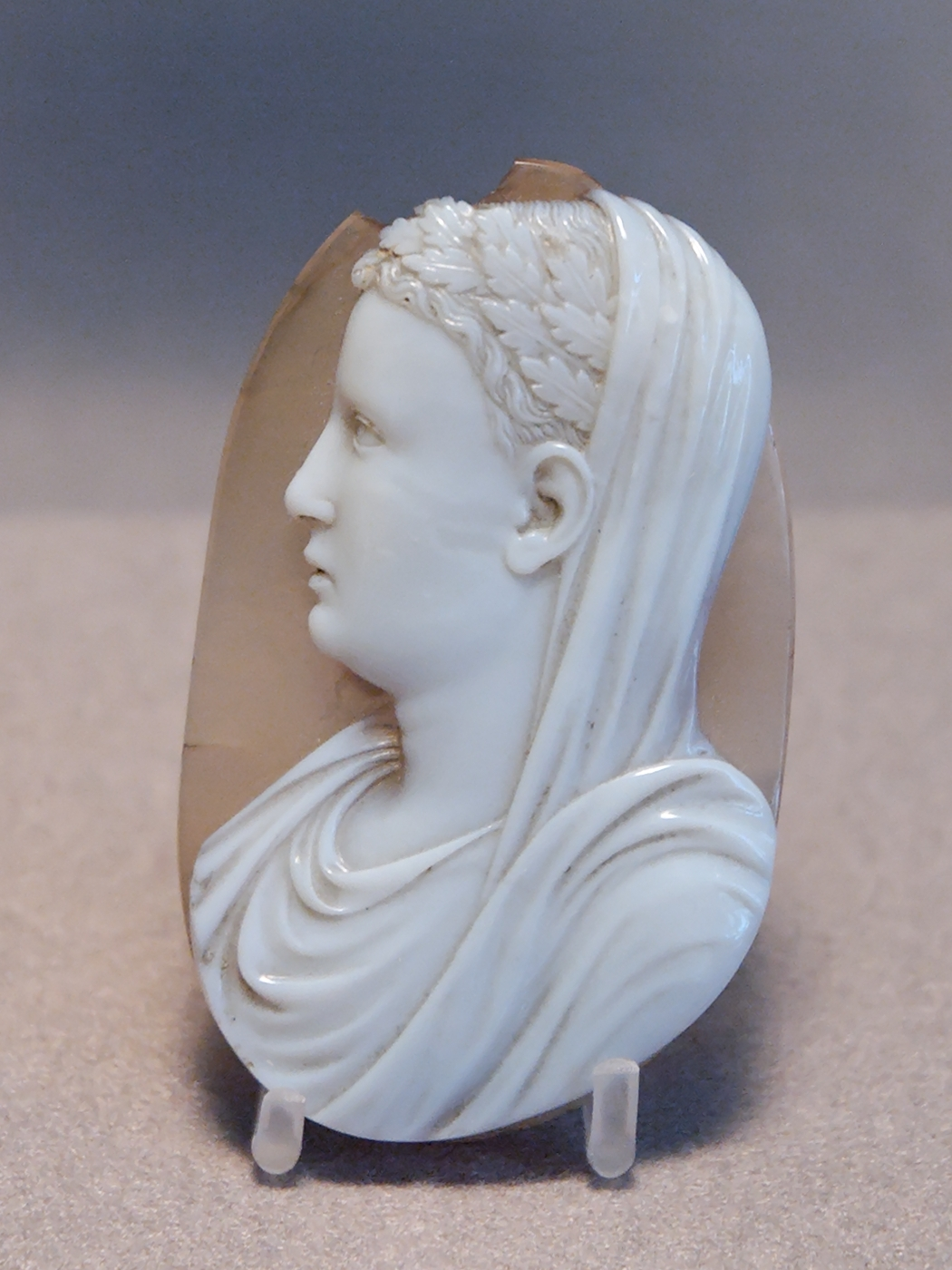
카메오

카메오(Cameo)는 마노, 대리석 등에 조각을 한 장식품이다.

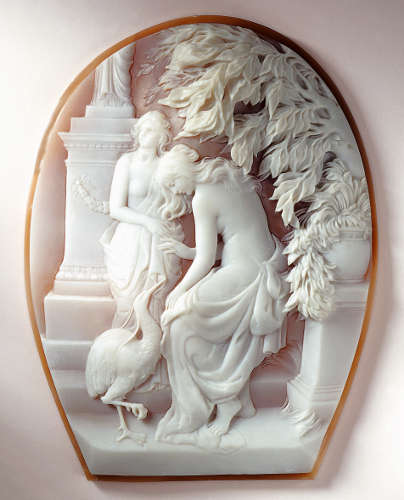
Cameo carved on Cassis madagascariensis by Ascione manufacture, 1925, Naples, Coral and Cameo Jewellery Museum Ascione

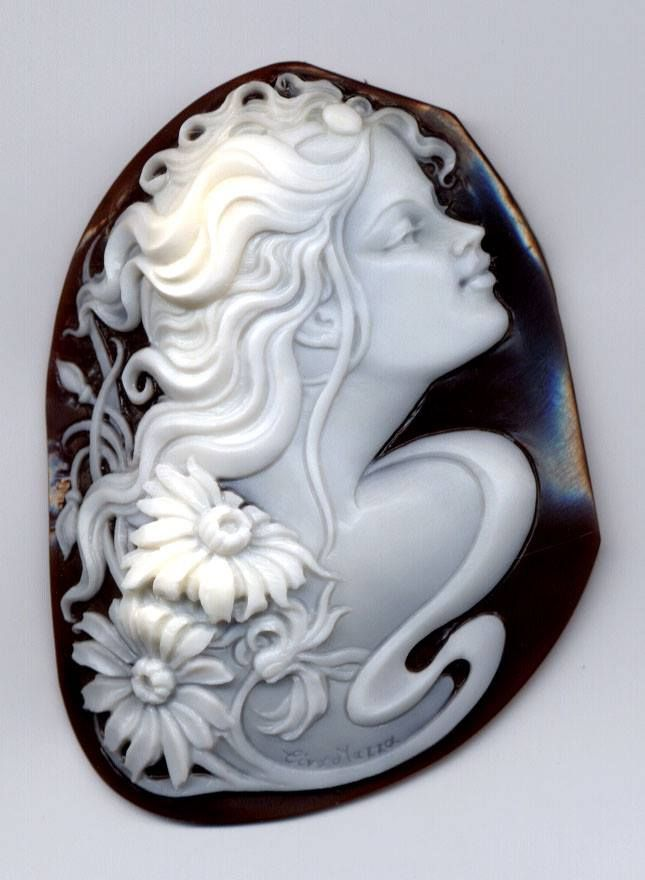
Cameo, handmade shell (Cassis madascarensis), Modula Gioielli.